# فریتز کلر
فریتز کلر (انگلیسی: Fritz Keller؛ ۲۱ اوت ۱۹۱۳ – ۸ ژوئن ۱۹۸۵) یک بازیکن فوتبال اهل فرانسه بود.
وی همچنین در تیم ملی فوتبال فرانسه بازی کرده‌است.